# Itto
Itto is een rivier annex beek, die stroomt in de Zweedse  gemeente Kiruna. Het riviertje ontstaat op de oostelijke helling van de Lammasberg. Het riviertje stroomt naar het oosten. Het is een zijrivier van de Könkämärivier. Ze is circa twee kilometer lang. Ze is de Zweedse tegenhanger van de Finse rivier Iitto
Afwatering: Itto → Könkämärivier →  Muonio → Torne → Botnische Golf